# Luciano (rapper)
Luciano, pseudonimo di Patrick Großmann (Bautzen, 28 gennaio 1994), è un rapper tedesco.

## Biografia
Nasce da padre mozambicano e madre tedesca. Cresce nel quartiere Schöneberg, a Berlino. È un membro della Loco Squad Gang.
Pubblica i suoi primi pezzi sul canale YouTube del gruppo.
In seguito pubblica i mixtape 12812 e Banditorinho.
Nel novembre 2017 pubblica l'album di debutto Eiskalt, seguito nel 2018 da Loco.
Nell'agosto 2019 pubblica l'album Millies, seguito 11 mesi dopo da Exot.

## Discografia

### Album in studio
- 2017 – Eiskait
- 2018 – Loco
- 2019 – Millies
- 2020 – Exot
- 2021 – Aqua
- 2022 – Majestic
- 2024 – Seductive
- 2025 – Banditorinho II

### EP
- 2025 – Gesegnet (con Apache 207)

### Singoli
- 2017 – Hawaii
- 2017 – Flex
- 2017 – Vorankommen
- 2017 – Die Straße ein Teil (feat. Gzuz)
- 2018 – Roli
- 2018 – Ballin
- 2018 – MoneyGram
- 2018 – Meer
- 2018 – Valentino Camouflage (feat. Nimo)
- 2019 – Diablo
- 2019 – Ya Salame (feat. Samra)
- 2019 – Millies
- 2019 – Gib Gas (con Ufo361)
- 2019 – La Haine
- 2019 – Im Plus
- 2019 – Im Film
- 2019 – Yeah
- 2019 – Athen (con Jamule)
- 2020 – Mios mit Bars
- 2020 – Sip
- 2020 – Trippin'
- 2020 – Late Night
- 2020 – Maison
- 2020 – Valla Nein (con KC Rebell e Summer Cem)
- 2020 – Nacht zu kurz
- 2020 – Never Know (feat. Shirin David)
- 2020 – Aqua
- 2020 – Shawty
- 2021 – Suicide Doors
- 2021 – Birkin Bag (con DJ Jeezy, Kalim e Reezy)
- 2021 – Nicht Wach
- 2021 – Wings 2.0 (con Ufo361)
- 2021 – Bad Eyez (con Nimo)
- 2021 – Peppermint
- 2021 – Kids from the Block
- 2021 – Elmas (feat. Lil Zey)
- 2021 – Drilla
- 2021 – Schmetterling
- 2021 – 2CB (con RAF Camora)
- 2021 – Bleib' Über Nacht (con Kalim)
- 2021 – SUVs
- 2022 – Sweet Dreams
- 2022 – Majestic
- 2022 – Beautiful Girl
- 2022 – Cloud (con Headie One)
- 2022 – Push It
- 2022 – Adrenalina (con Dhurata Dora)
- 2022 – Frozen Tears
- 2022 – Präsi Suite
- 2022 – Bamba (feat. Aitch e Bia)
- 2022 – West Connect (feat. Central Cee)
- 2023 – Ay Lala (con Malik Montana, Fivio Foreign e Baby Gang)
- 2023 – All Night (con RAF Camora)
- 2023 – Orange (con Sfera Ebbasta)
- 2023 – Expensive Shit (con Reezy)
- 2023 – Wonderful Life
- 2024 – Blue Porsche (feat. Niska)
- 2024 – ETA (con Nemzzz)
- 2024 – Baddies (con Aitch)
- 2024 – Starboy (feat. Jazeek)
- 2024 – PlayboyBunnies (con Jazeek e Miksu/Macloud)
- 2024 – In a Minute
- 2024 – Butcher (con Sosa La M)
- 2025 – Chanelli
- 2025 – Unlock